# Черниченко Євдокія Онуфріївна
Євдокі́я Ону́фріївна Черниче́нко (1921 — ? після 1966) — радянська свинарка, Герой Соціалістичної Праці.

## З життєпису
Народилася в селі Гасан-Аспага тодішньої Румунії.
Починала роботу в артілі ім. Жовтневої Революції. У 1966 році свинарці колгоспу ім. Жовтневої Революції Євдокії Черниченко було присвоєно звання Героя Соціалістичної Праці — вона одержала від кожної з 35 свиноматок по 18—19 здорових поросят. Також нагороджена орденом Леніна.